# De la maladie
On Being Ill
De la maladie (On Being Ill) est un essai de Virginia Woolf publié pour la première fois en janvier 1926 dans la revue de T. S. Eliot The Criterion. Il a été publié en France en 2007 sous le titre De la maladie.
L'essai tente d'établir la maladie comme un sujet sérieux de littérature, « au même titre que l'amour, la jalousie ou la lutte ». 